# If You Could See Me Now

If You Could See Me Now (en français « Si tu pouvais me voir maintenant ») est une chanson et un standard de jazz composé par Tadd Dameron pour Sarah Vaughan, sa collaboratrice habituelle. Les paroles sont de Carl Sigman et de Sarah Vaughan, elle-même. La version de la chanteuse, enregistrée en 1946, a été intronisée au Grammy Hall of Fame en 1998,

## Versions notables
- Sarah Vaughan (1946), version originale
- Randy Weston - Trio and Solo (en) (1956)
- Gil Evans - Gil Evans & Ten (en) (1957)
- Chet Baker - Chet (1959)
- Yusef Lateef - Cry! - Tender (en) (1959)
- Bobby Timmons - Easy Does It (1961)
- Milt Jackson - Big Bags (en) (1962)
- Bill Evans - Moon Beams (1962) et Trio '65 (1965)
- Red Garland - Soul Burnin' (en) (1964)
- Wes Montgomery - Smokin' at the Half Note (en) (1965)
- Dexter Gordon - The Jumpin' Blues (en) (1970)
- Kenny Drew  - If You Could See Me Now (en) (1974)
- Barry Harris  - Barry Harris Plays Tadd Dameron (en) (1975)
- Tsuyoshi Yamamoto (en) - Life (1976)
- Oscar Peterson - If You Could See Me Now (en) (1983)
- Etta Jones - If You Could See Me Now (en) (1978)
- John Abercrombie et John Scofield - Solar (en) (1984)
- Jacky Terrasson et Tom Harrell - Moon and Sand (en) (1991)
- Buddy DeFranco  - Chip off the Old Bop (1992)
- Dave McKenna - You Must Believe in Swing (1997)
- Joe Lovano - 52nd Street Themes (en) (2000)
- Eliane Elias - Eliane Elias Plays Live (en) (2010)